# اولنا یونچیک
اولنا یونچیک (انگلیسی: Olena Yunchyk؛ زادهٔ ۹ سپتامبر ۱۹۸۲) ورزشکار اسکی نمایشی اهل Ukrainian است. او همچنین از اسکی‌بازان نمایشی در بازی‌های المپیک زمستانی ۱۹۹۸ بوده‌است.